# Schaffhouse-près-Seltz
Schaffhouse-près-Seltz (deutsch Schaffhausen bei Selz) ist eine französische Gemeinde mit 552 Einwohnern (Stand 1. Januar 2021) im Département Bas-Rhin in der Region Grand Est. Die französischsprachigen Einwohner nennen sich Schaffhousois.

## Geographie
Die nächste Nachbargemeinde ist Seltz, zwei Kilometer südöstlich. Zwischen beiden Gemeinden verläuft die Autoroute A 35 (Autoroute des Cigognes) mit dem Anschluss 58 (Schaffhouse). Im Süden und Osten ist das Dorf von Wald umgeben. Am östlichen Rand fließt der Eberbach.
Nach Wissembourg im Westen sind es etwa 20 Kilometer, das südlich gelegene Straßburg ist etwa 50 Kilometer entfernt. Der Rhein und damit die Grenze zu Deutschland im Osten des Gemeindegebiets ist nur etwa zwei Kilometer (Luftlinie) entfernt.

## Geschichte
Das erste Mal schriftlich erwähnt wurde der Ort im Jahre 1576. Im Dreißigjährigen Krieg wurde das Dorf so sehr zerstört, dass es wieder völlig neu erbaut werden musste.
Von 1871 bis zum Ende des Ersten Weltkrieges gehörte Schaffhausen bei Selz als Teil des Reichslandes Elsaß-Lothringen zum Deutschen Reich und war dem Kreis Weißenburg im Bezirk Unterelsaß zugeordnet.

### Bevölkerungsentwicklung
| Jahr      | 1910 | 1962 | 1968 | 1975 | 1982 | 1990 | 1999 | 2006 | 2017 |
| Einwohner | 400  | 304  | 308  | 323  | 347  | 359  | 460  | 523  | 558  |

Kirche St. Martin in Schaffhouse-près-Seltz
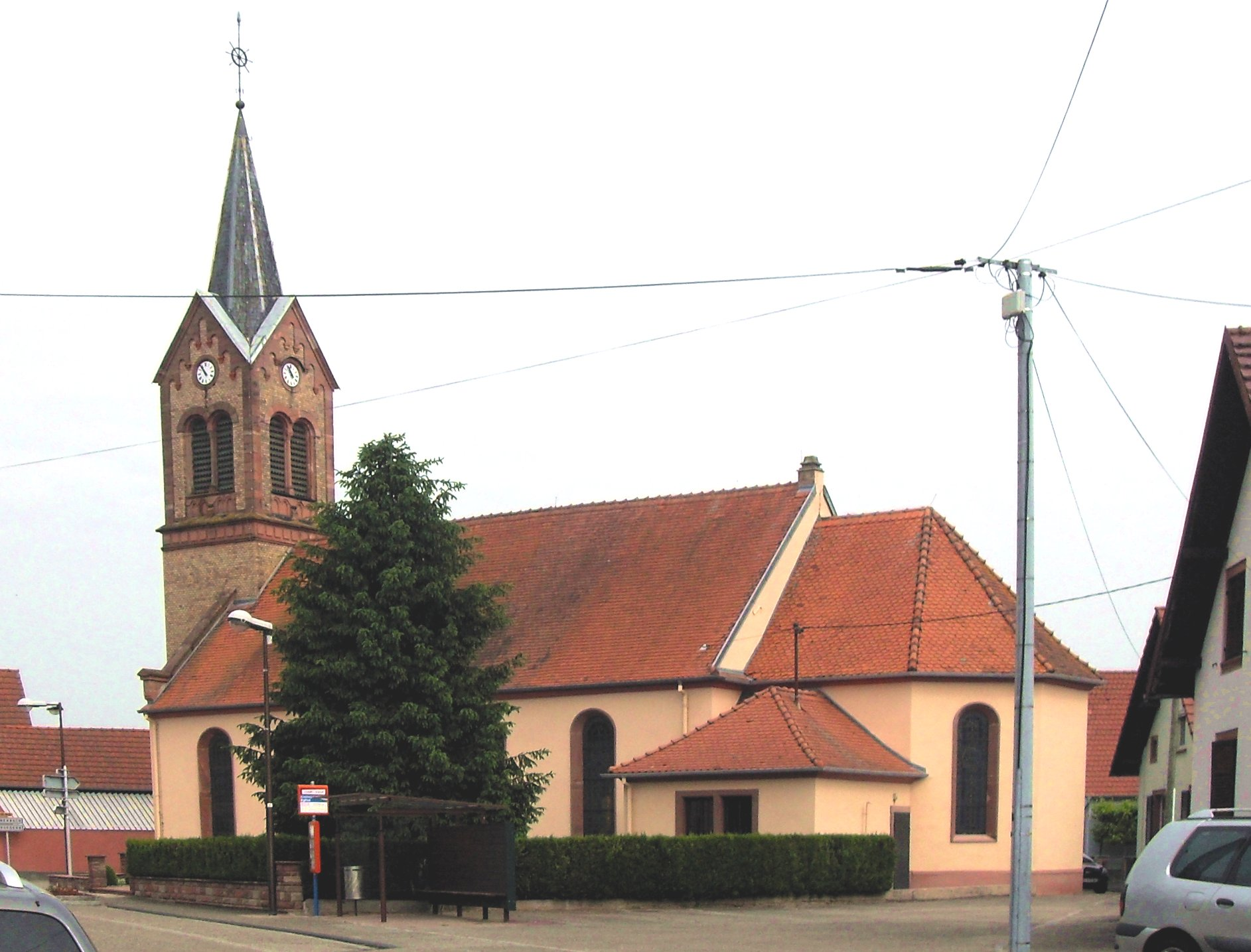
Nordseite
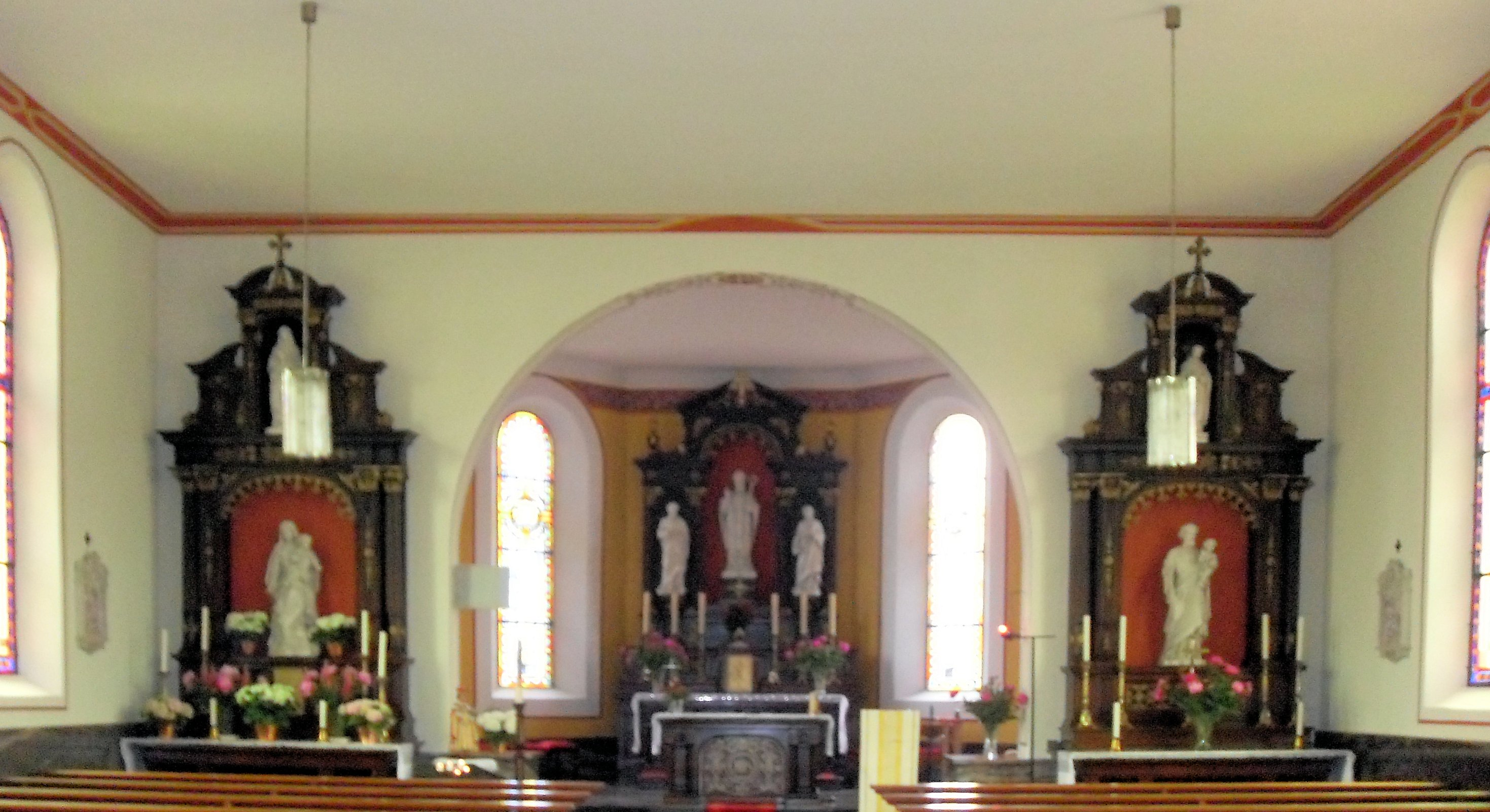
Innenansicht